# Cardicola klamathensis
Cardicola klamathensis är en plattmaskart. Cardicola klamathensis ingår i släktet Cardicola och familjen Sanguinicolidae. Inga underarter finns listade i Catalogue of Life.